# Démographie d'Auvergne-Rhône-Alpes
La démographie d'Auvergne-Rhône-Alpes est caractérisée par une progression continue.
En six ans, de 2015 à 2021, sa population s'est accrue de près de 7 100 unités, c'est-à-dire de plus ou moins 1 200 personnes par an.
La densité de population d'Auvergne-Rhône-Alpes, 117,1 habitants par kilomètre carré en 2022, est supérieure à celle de la France entière qui est de 107,1 hab./km2 pour la même année.

## Évolution démographique de la région
La population correspondant au territoire d'Auvergne-Rhône-Alpes a crû depuis 50 ans de 2 259 461 habitants, soit 39,4 %. Sur la même période, la population de la France entière a crû de 31,4 % (15 934 426 habitants).
| 1968      | 1975      | 1982      | 1990      | 1999      | 2010      | 2015      | 2021      |
| --------- | --------- | --------- | --------- | --------- | --------- | --------- | --------- |
| 5 734 998 | 6 111 163 | 6 348 625 | 6 671 915 | 6 954 285 | 7 578 078 | 7 877 698 | 8 114 361 |

## Population par divisions administratives

### Départements
| Départements         | Population(2022) | Variation(2022/2016)                       | Superficie(km2) | Densité(hab./km2) |
| -------------------- | ---------------- | ------------------------------------------ | --------------- | ----------------- |
| Ain                  | 671 289          | en évolution de +5,15 % par rapport à 2016 | 5 762           | 116,5             |
| Allier               | 334 715          | en évolution de −1,38 % par rapport à 2016 | 7 340           | 45,6              |
| Ardèche              | 333 229          | en évolution de +2,48 % par rapport à 2016 | 5 529           | 60,3              |
| Cantal               | 144 399          | en évolution de −1,08 % par rapport à 2016 | 5 726           | 25,2              |
| Drôme                | 521 432          | en évolution de +2,64 % par rapport à 2016 | 6 530           | 79,9              |
| Isère                | 1 291 380        | en évolution de +3,07 % par rapport à 2016 | 7 431           | 173,8             |
| Loire                | 772 041          | en évolution de +1,32 % par rapport à 2016 | 4 781           | 161,5             |
| Haute-Loire          | 228 161          | en évolution de +0,36 % par rapport à 2016 | 4 977           | 45,8              |
| Puy-de-Dôme          | 664 385          | en évolution de +2,1 % par rapport à 2016  | 7 970           | 83,4              |
| Rhône                | 1 907 982        | en évolution de +3,93 % par rapport à 2016 | 3 249,1         | 587,2             |
| Savoie               | 445 288          | en évolution de +3,63 % par rapport à 2016 | 6 028           | 73,9              |
| Haute-Savoie         | 849 583          | en évolution de +6,01 % par rapport à 2016 | 4 388           | 193,6             |
| Auvergne-Rhône-Alpes | 8 163 884        | en évolution de +3,12 % par rapport à 2016 | 69 711,1        | 117,1             |
| Source : Insee.      |                  |                                            |                 |                   |

Les départements de l'Allier et du Cantal sont les deux seuls à avoir une décroissance. Ceux de la Loire et de la Haute-Loire ont une progression inférieure à 2 %. L'Ain, le Rhône, la Savoie et la Haute-Savoie ont une progression supérieure à la moyenne régionale (+ 3 %).

## Structures des variations de population

### Soldes naturels et migratoires depuis 1968
La variation moyenne annuelle avait baissé de 1968 jusqu'à 2000, passant de 0,9 % à 0,5 %. Depuis, il est remonté à 0,6 %.
Le solde naturel annuel qui est la différence entre le nombre de naissances et le nombre de décès enregistrés au cours d'une même année, a baissé, passant de 0,6 % à 0,4 %. La baisse du taux de natalité, qui passe de 16,5 % à 11,9 %, est partiellement compensée par une baisse du taux de mortalité, qui passe de 10,9 % à 8,4 %.
Le flux migratoire passe de 0,4 % à 0,3 % avec un plus bas à 0,1 % dans les années 1990.
| Indicateurs démographiques                       | 1968 à1975 | 1975 à1982 | 1982 à1990 | 1990 à1999 | 1999 à2010 | 2010 à2015 | 2015 à2021 |
| ------------------------------------------------ | ---------- | ---------- | ---------- | ---------- | ---------- | ---------- | ---------- |
| Variation annuelle moyenne de la population en % | 0,9        | 0,5        | 0,6        | 0,5        | 0,8        | 0,8        | 0,5        |
| - due au solde naturel en %                      | 0,6        | 0,4        | 0,4        | 0,4        | 0,4        | 0,4        | 0,3        |
| - due au solde apparent des entrées sorties en % | 0,4        | 0,2        | 0,2        | 0,1        | 0,4        | 0,3        | 0,2        |
| Taux de natalité en ‰                            | 16,5       | 14,0       | 13,5       | 12,5       | 12,7       | 12,5       | 11,3       |
| Taux de mortalité en ‰                           | 10,9       | 10,1       | 9,4        | 8,8        | 8,4        | 8,2        | 8,8        |
| Source : Insee.                                  |            |            |            |            |            |            |            |

### Mouvements naturels sur la période 2014-2022
En 2014, 96 343 naissances ont été dénombrées contre 62 977 décès. Le nombre annuel des naissances a diminué depuis cette date, passant à 84 800 en 2022, indépendamment à une augmentation, mais relativement faible, du nombre de décès, avec 75 550 en 2022. Le solde naturel est ainsi positif et diminue, passant de 33 366 à 9 250.

## Densité de population
La densité de population croît depuis 1968.
En 2021, la densité était de 116,4 hab./km2.
| 1968 |  | 82.3 |  |

| 1975 |  | 87.7 |  |

| 1982 |  | 91.1 |  |

| 1990 |  | 95.7 |  |

| 1999 |  | 99.8 |  |

| 2010 |  | 108.7 |  |

| 2015 |  | 113.0 |  |

| 2021 |  | 116.4 |  |

## Répartition par sexes et tranches d'âge
La population de la région est plus jeune qu'au niveau national.
En 2021, le taux de personnes d'un âge inférieur à 30 ans s'élève à 35,4 %, soit au-dessus de la moyenne nationale (35,1 %). À l'inverse, le taux de personnes d'âge supérieur à 60 ans est de 26,2 % la même année, alors qu'il est de 26,6 % au niveau national.
En 2021, la région comptait 3 948 152 hommes pour 4 166 209 femmes, soit un taux de 51,34 % de femmes, légèrement inférieur au taux national (51,61 %).
Les pyramides des âges de la région et de la France s'établissent comme suit.
| Hommes | Classe d’âge | Femmes |
| ------ | ------------ | ------ |
| 0,7    | 90 ou +      | 1,9    |
| 7,1    | 75-89 ans    | 9,5    |
| 16,1   | 60-74 ans    | 17     |
| 20     | 45-59 ans    | 19,3   |
| 19     | 30-44 ans    | 18,6   |
| 18,3   | 15-29 ans    | 16,8   |
| 18,8   | 0-14 ans     | 17     |

| Hommes | Classe d’âge | Femmes |
| ------ | ------------ | ------ |
| 0,7    | 90 ou +      | 1,9    |
| 7,0    | 75-89 ans    | 9,5    |
| 16,6   | 60-74 ans    | 17,5   |
| 20,0   | 45-59 ans    | 19,5   |
| 18,8   | 30-44 ans    | 18,3   |
| 18,3   | 15-29 ans    | 16,7   |
| 18,6   | 0-14 ans     | 16,7   |

## Répartition par catégories socioprofessionnelles
La catégorie socioprofessionnelle des professions intermédiaires est surreprésentée par rapport au niveau national. Avec 15,5 % en 2021, elle est 1,1 points au-dessus du taux national (14,4 %). La catégorie socioprofessionnelle des autres personnes sans activité professionnelle est quant à elle sous-représentée par rapport au niveau national. Avec 15,7 % en 2021, elle est 1,3 points en dessous du taux national (17 %).
| Catégorie socioprofessionnelle                    | 2015      | 2015 | 2021      | 2021 | Détails de l'année 2021 | Détails de l'année 2021 | Détails de l'année 2021            | Détails de l'année 2021            | Détails de l'année 2021            |
| Catégorie socioprofessionnelle                    | Nb        | %    | Nb        | %    | Hommes                  | Femmes                  | Part en % de la population âgée de | Part en % de la population âgée de | Part en % de la population âgée de |
| Catégorie socioprofessionnelle                    | Nb        | %    | Nb        | %    | Hommes                  | Femmes                  | 15 à 24 ans                        | 25 à 54 ans                        | 55 ans ou +                        |
| ------------------------------------------------- | --------- | ---- | --------- | ---- | ----------------------- | ----------------------- | ---------------------------------- | ---------------------------------- | ---------------------------------- |
| Agriculteurs exploitants                          | 55 768    | 0,9  | 52 070    | 0,8  | 39 056                  | 13 013                  | 0,2                                | 1,1                                | 0,7                                |
| Artisans, commerçants, chefs d'entreprise         | 248 940   | 3,9  | 268 927   | 4,0  | 191 957                 | 76 970                  | 0,8                                | 6,4                                | 2,5                                |
| Cadres et professions intellectuelles supérieures | 582 299   | 9,1  | 675 687   | 10,1 | 392 044                 | 283 643                 | 2,5                                | 17,3                               | 4,6                                |
| Professions intermédiaires                        | 967 247   | 15,1 | 1 033 190 | 15,5 | 474 044                 | 559 146                 | 9,5                                | 25,7                               | 5,8                                |
| Employés                                          | 1 025 985 | 16,0 | 1 011 500 | 15,1 | 247 018                 | 764 482                 | 15,1                               | 22,5                               | 6,7                                |
| Ouvriers                                          | 829 876   | 12,9 | 803 341   | 12,0 | 636 432                 | 166 908                 | 12,8                               | 18,1                               | 4,7                                |
| Retraités                                         | 1 737 179 | 27,1 | 1 789 618 | 26,8 | 819 371                 | 970 247                 | 0,0                                | 0,1                                | 67,4                               |
| Autres personnes sans activité professionnelle    | 973 845   | 15,2 | 1 048 392 | 15,7 | 416 739                 | 631 653                 | 59,2                               | 8,8                                | 7,7                                |
| Ensemble                                          | 6 421 138 | 100  | 6 682 725 | 100  | 3 216 661               | 3 466 064               | 100                                | 100                                | 100                                |
| Sources : Insee,.                                 |           |      |           |      |                         |                         |                                    |                                    |                                    |